# Bonnie Gadusek
Bonnie Gadusek (ur. 11 września 1963 w Pittsburgu) – amerykańska tenisistka.
Jej kariera trwała od września 1981 do kwietnia 1987. Przez sześć lat wygrała kilka zawodowych turniejów WTA, zarówno w singlu, jak i w deblu. Historia jej wielkoszlemowych występów odnotowuje dwa ćwierćfinały US Open – w latach 1982 i 1986. Zawodniczka praworęczna z oburęcznym bekhendem.
W 1981 roku wygrała juniorski French Open.
Debiutowała w tenisie w 1980 roku. Już rok później została sklasyfikowana w światowych rankingach. W latach 1984–1985 wygrała cztery turnieje singlowe. Zwycięstwo w Marco Island obroniła rok później. Triumfowała też w Swiss Open, Indianapolis i Chicago. Z powodu kłopotów z ramieniem miała czteromiesięczną przerwę w występach w 1986 roku. Na US Open doszła do ćwierćfinału, eliminując Richardson, Smylie, Kelesi i Rehe, przegrywając ze Steffi Graf. Zakończyła karierę w 1987 roku. Pomagała potem w przygotowywaniu juniorskiej drużyny amerykańskiej do Pucharu Wightman.
Bonnie zaczynała karierę jako gimnastyczka, przygotowywała się nawet do występu na igrzyskach olimpijskich. Wtedy jednak przydarzył się jej wypadek, spadła z nierównej przeszkody i doznała poważnej kontuzji szyi. Przez sześć miesięcy intensywnie leczyła się. Tenisowa rakieta była prezentem od siostry. Na trzy miesiące po opuszczeniu szpitala dostała się do pierwszego turnieju tenisowego. Trenowana potem przez Harry'ego Hopmana.